# Nayat El-Garaa
Nayat El-Garaa (27 de julio de 1982) es una deportista marroquí que compitió en atletismo adaptado. Ganó tres medallas en los Juegos Paralímpicos de Verano en los años 2008 y 2012.

## Palmarés internacional
| Juegos Paralímpicos | Juegos Paralímpicos   | Juegos Paralímpicos | Juegos Paralímpicos |
| Año                 | Lugar                 | Medalla             | Prueba              |
| ------------------- | --------------------- | ------------------- | ------------------- |
| 2008                | Pekín (China)         | Medalla de bronce   | Disco F40           |
| 2012                | Londres (Reino Unido) | Medalla de oro      | Disco F40           |
| 2012                | Londres (Reino Unido) | Medalla de bronce   | Peso F40            |